# Mistrovství České republiky v atletice 2014

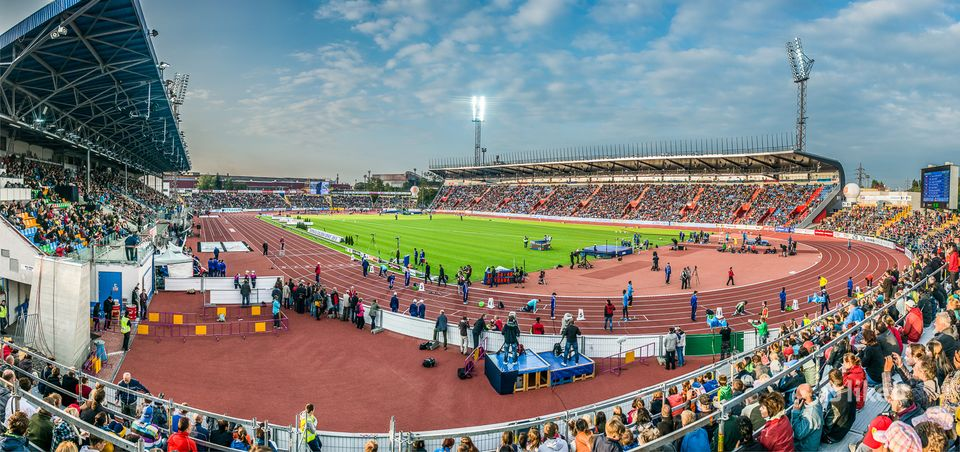
stadion v Ostravě-Vítkovicích před rekonstrukcí v roce 2013 (Zlatá Tretra)

45. Mistrovství České republiky mužů a žen v atletice 2014 se uskutečnilo ve dnech 2.–3. srpna 2014 na Městském stadionu v Ostravě-Vítkovicích.
Mistrovství se také zúčastnili závodníci ze Slovenska a vybojovali několik medailí.

## Medailisté

### Muži
| Soutěž                           | Zlato                                                                       | Stříbro                                                                | Bronz                                                                                  |
| 100 m                            | Jan Veleba 10,32                                                            | Zdeněk Stromšík 10,56                                                  | Marek Bakalár 10,61                                                                    |
| 200 m                            | Lukáš Šťastný 20,95                                                         | Jan Jirka 21,05                                                        | Marek Bakalár 21,30                                                                    |
| 400 m                            | Daniel Němeček 46,09                                                        | Patrik Šorm 46,20                                                      | Jan Tesař 46,43                                                                        |
| 800 m                            | Miroslav Burian 1:50,42                                                     | Matěj Pavlíček 1:51,30                                                 | Martin Sadil 1:51,80                                                                   |
| 1500 m                           | Petr Vitner 3:49,82                                                         | Daniel Grecman 3:50,56                                                 | Ondřej Klesnil 3:50,70                                                                 |
| 5000 m                           | Jakub Holuša 14:19,11                                                       | Vít Pavlišta 14:33,42                                                  | Lukáš Kourek 14:50,18                                                                  |
| 10 000 m Jičín 3. 5. 2014        | Milan Kocourek 29:30,00                                                     | Jiří Homoláč 29:59,76                                                  | Vít Pavlišta 30:12,81                                                                  |
| Maratonský běh Praha 11. 5. 2014 | Petr Pechek 2:21:41                                                         | Vít Pavlišta 2:21:49                                                   | Jiří Homoláč 2:22:12                                                                   |
| 110 m př.                        | Petr Svoboda 13,50                                                          | Josef Polách 14,39                                                     | Michal Říha 14,66                                                                      |
| 400 m př.                        | Michal Brož 50,51                                                           | Radek Fischer 51,65                                                    | Daniel Musil 51,67                                                                     |
| 3000 m př.                       | Milan Kocourek 8:55,41                                                      | Lukáš Olejníček 9:02,62                                                | Vít Pavlišta 9:06,22                                                                   |
| 4 × 100 m                        | Jiří Gvušč Dominik Dvořák Adam Grabmüller Tomáš Petr ASK Slavia Praha 41,68 | Marek Bakalár Jan Jánský Petr Frolík Jiří Feigel AC TEPO Kladno 41,95  | Vojtěch Nohava Ladislav Křížek Martin Lecjaks Pavel Benda AK Most 42,12                |
| 4 × 400 m                        | Martin Čapek Václav Barák Tomáš Petr Daniel Musil ASK Slavia Praha 3:18,70  | Jan Šnajdr Jakub Ledvina Martin Pivoňka Jan Čiviš AC Domažlice 3:22,28 | Tomáš Sekanina Jaroslav Žouželka Jiří Janků Luděk Strouhal AK Moravská Třebová 3:28,38 |
| Skok do výšky                    | Jaroslav Bába 2,31 m                                                        | (SVK) Matúš Bubeník 2,26 m                                             | (SVK) Lukáš Beer 2,20 m                                                                |
| Skok o tyči                      | Jan Kudlička 5,72 m                                                         | Michal Balner 5,62 m                                                   | Adam Pašiak 5,34 m                                                                     |
| Skok daleký                      | Radek Juška 7,94 m                                                          | Milan Pírek 7,80 m                                                     | Roman Novotný 7,76 m                                                                   |
| Trojskok                         | Jiří Vondráček 15,52 m                                                      | Bohumil Bětulák 15,47 m                                                | Martin Vachata 15,07 m                                                                 |
| Vrh koulí                        | Jan Marcell 20,48 m                                                         | Tomáš Staněk 20,27 m                                                   | Ladislav Prášil 19,24 m                                                                |
| Hod diskem                       | Igor Gondor 57,88 m                                                         | Marek Bárta 56,88 m                                                    | Jaromír Mazgal 55,23 m                                                                 |
| Hod kladivem                     | Lukáš Melich 72,57 m                                                        | Michal Fiala 65,36 m                                                   | Miroslav Pavlíček 62,10 m                                                              |
| Hod oštěpem                      | Jakub Vadlejch 81,26 m                                                      | Petr Frydrych 79,57 m                                                  | Jaroslav Jílek 73,08 m                                                                 |
| Desetiboj Praha 24.–25.5.2014    | Marek Lukáš 7558 bodů                                                       | Adam Hromčík 6792 bodů                                                 | Tomáš Vojtek 5656 bodů                                                                 |
| 20 km chůze Poděbrady 12.4.2014  | Lukáš Gdula 1:29:55                                                         | Karel Ketner 1:30:22                                                   | Ondřek Motl 1:33:06                                                                    |

### Ženy
| Soutěž                           | Zlato                                                                               | Stříbro                                                                                     | Bronz                                                                                       |
| 100 m                            | Martina Štychová 11,87                                                              | Petra Urbánková 11,89                                                                       | Iveta Mazáčová 11,90                                                                        |
| 200 m                            | Martina Schmidová 23,92                                                             | Martina Štychová 24,24                                                                      | Jana Slaninová 24,42                                                                        |
| 400 m                            | Helena Jiranová 54,29                                                               | Klára Lepešková 56,06                                                                       | Jana Slavíková 56,37                                                                        |
| 800 m                            | Alena Ulrichová 2:10,16                                                             | Michaela Drábková 2:10,63                                                                   | Eliška Kutrová 2:11,78                                                                      |
| 1500 m                           | Kristiina Sasínek Mäki 4:27,17                                                      | Lenka Masná 4:27,57                                                                         | Lucie Sekanová 4:30,51                                                                      |
| 5000 m                           | Eva Vrabcová 16:28,78                                                               | Monika Preibischová 16:58,25                                                                | Lada Nováková 17:38,60                                                                      |
| 10 000 m Jičín 3. 5. 2014        | Lucie Sekanová 33:22,90                                                             | Lada Nováková 34:45,01                                                                      | Květoslava Pecková 34:57,75                                                                 |
| Maratonský běh Praha 11. 5. 2014 | Kateřina Kriegelová 2:51:07                                                         | Petra Kamínková 2:53:51                                                                     | Daniela Havránková 2:58:43                                                                  |
| 100 m př.                        | Lucie Škrobáková 12,99                                                              | Lucie Koudelová 13,15                                                                       | Helenka Tomková 13,76                                                                       |
| 400 m př.                        | Denisa Rosolová 54,63                                                               | (SVK) Lucie Slaníčková 57,02                                                                | Jana Reissová 58,61                                                                         |
| 3000 m př.                       | Barbora Jíšová 10:41,90                                                             | Petra Kubešová 10:48,61                                                                     | Iva Milesová 11:22,20                                                                       |
| 4 × 100 m                        | Lucie Domská Pavlína Humpolíková Klára Seidlová Barbora Procházková USK Praha 45.03 | Lucie Koudelová Jana Sotáková Markéta Mrňová Pavla Hřivnová Olymp Brno 46.43                | Anežka Rajmonová Zuzana Kubicová Iva Vedralová Šárka Buranská Spartak Praha 4 49.22         |
| 4 × 400 m                        | Lenka Švábíková Julie Jiravská Radka Hanzlová Michaela Drábková USK Praha 3:55.13   | Kateřina Kodrová Kateřina Ulrichová Monika Hrachovcová Lucie Taclíková Slavia Praha 3:55.78 | Lýdie Brázdová Lucie Maršánová Hana Homolková Lenka Novotná TJ Nové Město na Moravě 4:19.49 |
| Skok do výšky                    | Oldřiška Marešová 1,87 m                                                            | Eliška Klučinová 1,84 m                                                                     | Michaela Hrubá 1,80 m                                                                       |
| Skok o tyči                      | Jiřina Svobodová 4,50 m                                                             | Romana Maláčová 4,30 m                                                                      | Aneta Morysková 3,95 m                                                                      |
| Skok daleký                      | (SVK) Renata Medgyesová 6,26 m                                                      | Eliška Klučinová 6,06 m                                                                     | Jana Korešová 6,02 m                                                                        |
| Trojskok                         | Lucie Májková 13,59 m                                                               | Dominika Horniaková 12,56 m                                                                 | Emily Gerulová 12,46 m                                                                      |
| Vrh koulí                        | Jana Kárníková 16,56 m                                                              | Markéta Červenková 15,02 m                                                                  | Petra Klementová 14,88 m                                                                    |
| Hod diskem                       | Eliška Staňková 58,17 m                                                             | Jitka Kubelová 54,10 m                                                                      | Kateřina Klausová 52,60 m                                                                   |
| Hod kladivem                     | Tereza Králová 68,34 m                                                              | Kateřina Šafránková 65,66 m                                                                 | Lenka Ledvinová 62,75 m                                                                     |
| Hod oštěpem                      | Petra Andrejsková 57,48 m                                                           | Jarmila Jurkovičová 56,94 m                                                                 | Irena Šedivá 55,13 m                                                                        |
| Sedmiboj Praha 24.–25.5.2014     | Alena Galertová 5186 bodů                                                           | Šárka Hezoučká 4608 bodů                                                                    | Lucie Osobová 4375 bodů                                                                     |
| 20 km chůze Poděbrady 12.4.2014  | Anežka Drahotová 1:29:43                                                            | Lucie Pelantová 1:31:07                                                                     | Eliška Drahotová 1:37:39                                                                    |